# Niutou Farong
Niutou Farong (chiń. 牛頭法融, pinyin Niútóu Fǎróng; kor. 우두법융 Udu Pŏpyung; jap. Gozu Hōyū; wiet. Ngưu Đầu Pháp Dung; ur. 594, zm. 657) – chiński mistrz chan, twórca pierwszego rozłamu w szkole chan, znany także jako Niutou Huiyong.

## Życiorys
Pochodził z rodziny Wei, uczonych z miasta Yanling w Yunzhou, obecnie Zhenjiang w prow. Jiangsu. Już w wieku 19 lat był niezwykle oczytany w klasyce konfucjańskiej i w historiach dynastii. Wkrótce sięgnął po literaturę buddyjską. Zainteresowały go zwłaszcza teksty Mahāprajñāpāramitā Sūtra i doszedł do zrozumienia pustki (skt śūnyatā). Od tego momentu wybrał drogę buddyjską.
Rozpoczął studiowanie nauk szkoły sanlun (szkoła trzech traktatów) (madhjamika) u mistrza Gui na górze Mao. Później studiował nauki szkoły tiantai w Fenglu i został mnichem.
Następnie udał się na górę Niutou i żył samotnie w jaskini obok klasztoru Yuxi. W biografii napisano, iż osiągnął taką świętość, że wszystkie rodzaje ptaków gromadziły się w jego pustelni i przynosiły mu kwiaty w dziobach.
W połowie okresu zhenguan (627–649) dynastii Tang, Czwarty Patriarcha Daoxin obserwował górę Niutou z pewnej odległości i po różnych znakach domyślił się, że musi tam przebywać jakiś wybitny buddysta. Wszedł więc na górę aby go odszukać. Gdy dotarł do świątyni, spytał jakiegoś mnicha, czy przebywa tu jakiś człowiek Dao. Mnich odpowiedział, że wszyscy, którzy zostali mnichami są ludźmi Dao. Patriarcha kontynuował Ale który z nich jest człowiekiem Dao? Mnich nie potrafił nic powiedzieć. Na to odezwał się inny mnich Dziesięć li stąd, daleko w górach mieszka człowiek zwany Leniwym Rongiem. On nigdy nie wstaje i nie składa rąk, aby powitać zbliżających się ludzi. Czy to nie jest człowiek Dao? Patriarcha natychmiast udał się we wskazanym kierunku. Po jakimś czasie zobaczył siedzącego Faronga, spokojnego i opanowanego, nie zwracającego uwagi na odwiedzającego.
Patriarcha powiedział
Co tu robisz?
Kontempluję umysł.
Kim jest ten, kto kontempluje i czym jest umysł, który jest kontemplowany?
Farong nie mógł na to odpowiedzieć, więc zerwał się, stanął i głęboko się skłonił. Następnie spytał
Gdzie przebywałeś poprzednio?
Nigdy nie pozostaję w jakimś jednym miejscu, ale wędruję albo na wschód, albo na zachód.
Czy znasz mistrza chan Daoxina?
Dlaczego go wspominasz?
Zawsze go wielce podziwiałem i zamierzałem odwiedzić, abym mógł mu złożyć swoje uszanowanie.
Daoxin jest moim skromnym imieniem.
Dlaczego tu przybyłeś?
Aby zobaczyć ciebie. Czy masz tu miejsce, gdzie mógłbym się zatrzymać?
Farong wziął swojego gościa do innej chatki poza jaskinią. W czasie drogi Patriarcha zobaczył dzikie zwierzęta; tygrysa i wilka i wzniósł ręce w obawie. Farong zauważył to i powiedział
To wciąż jeszcze jest z tobą.
A co zobaczyłeś? spytał Daoxin. Farong nic nie odpowiedział. W chwilę później Patriarcha po kryjomu narysował na skale, gdzie siadał do medytacji Farong znak fo (Budda). Gdy Farong zobaczył go, cofnął się. Patriarcha rzekł do niego
To jeszcze wciąż jest z tobą.
Po tej rozmowie Farong został uczniem Daoxina, który doprowadził go do oświecenia.
W jakiś czas później Farong założył swoją własną szkołę chan niutou (szkoła Wolej Głowy), stając się pierwszym niezależnym nauczycielem chan w tych czasach.
W 656 r. Niutou został zaproszony do poprowadzenia klasztoru Jianchu. Gdy nie udało mu się tego uniknąć, przekazał Dharmę swojemu uczniowi Zhiyanowi i udał się do przekazanego mu klasztoru, gdzie został opatem.
Zmarł 23 dnia 1 miesiąca 657 r. W ceremonii pogrzebowej na górze Jilong wzięło udział ponad 1000 ludzi, co wskazuje na wielki szacunek jakim się cieszył w społeczeństwie.

## Nauki
Skłaniał się raczej ku dawnemu ortodoksyjnemu chanowi. Szczególnym szacunkiem darzył Sutrę Mahapradżniaparamity, co wskazuje na jego głębokie zrozumienie pustki. Był pod silnym wpływem filozofii Nagardżuny, na co zapewne wpłynęły jego studia buddyjskie w szkole sanlun.
Oświecenie według niego oznaczało stanie się dokonanym przez kontemplację pustki. To była jego główna nauka. Wskazuje to jednocześnie na to, że nie osiągnął on najgłębszego zrozumienia chanu.
Jego szkoła zaniknęła po 8 pokoleniach mistrzów.
Uważa się, że jego nauki wprowadził do Japonii Dengyō Daishi.
- Jest autorem poematu „Xin ming” (心銘, „Pieśń o umyśle”).

## Linia przekazu Dharmy zen
Pierwsza liczba oznacza liczbę pokoleń mistrzów od 1 Patriarchy indyjskiego Mahakaśjapy.
Druga liczba oznacza liczbę pokoleń od 28/1 Bodhidharmy, 28 Patriarchy Indii i 1 Patriarchy Chin.
- 28/1 Bodhidharma (zm. ok. 543)
  - 29/2 Dazu Huike (487–593)
    - 30/3 Daofu
    - 30/3 Zongchi (Dharani, mniszka)
    - 30/3 Daoyu
    - 30/3 Jianzhi Sengcan (zm. 606)
      - 31/4 Dayi Daoxin (579–651) szkoła dongshan
        - 32/5 Niutou Farong (Huiyong) (594–657) szkoła niutou
          - 33/6 Niutou Zhiyan (577–654)
            - 34/7 Niutou Huifang (627–695)
              - 35/8 Niutou Fazhi (635–702)
                - 36/9 Niutou Zhiwei (646–722)
                  - 37/10 Tiangzhu Chonghui (Chonghui Fashi) (bd)
                  - 37/10 Anguo Xuanting (bd)
                  - 37/10 Niutou Huizhong (Nanyang?)(677–769)
                    - 38/11 Taibai Guanzong po śmierci Huizhonga został uczniem Mazu Daoyi
                    - 38/11 Zhuangyan Yuan (bd)
                    - 38/11 Wuzhuo
                    - 38/11 Furong Taiyu
                    - 38/11 Danyuan Yingzhen
                    - 38/11 Foku Yize (Weize) (bd)
                      - 39/12 Tiantai Yunju (Yunju Puzhi) (bd)

                  - 37/10 Helin Xuansu (688–752)
                    - 38/11 Long’an Ruhai (bd)
                    - 38/11 Wuzhou Fajing
                    - 38/11 Wuxing Fahai
                    - 38/11 Chao’an
                    - 38/11 Fali
                    - 38/11 Huiduan
                    - 38/11 Jingshan Daoqin (także Faqin) (714–792)
                      - 39/12 Niaoke Daolin (741–824)
                        - 40/13 Bo Judi
                        - 40/13 Huitong Yuanxiang

                      - 39/12 Zhangxin Chonghui
                      - 39/12 Funiu Zucai
                      - 39/12 Niaoke Guiyi
                      - 39/12 Long’an Ruhai
                      - 39/12 Wuzhou Fajing
                      - 39/12 Wuxing Fahai
                      - 39/12 Chao’an
                      - 39/12 Huiduan
                      - 39/12 Fali
                      - 39/12 Jiangling Daowu (także spadkobierca Mazu Daoyi)

                  - 37/10 Anguo Xuanting